# Marko Anton Plenčič
Marko Anton plemeniti Plenčič (znan tudi kot Marcus Antonius von Plenciz) slovenski zdravnik, * 28. april 1705, Solkan pri Gorici, † 25. november 1786, Dunaj.
Bil je zdravnik slovenskega rodu in eden izmed zgodnjih utemeljiteljev nauka o nalezljivih boleznih.
Plenčič se je šolal v Gorici, nato pa je študiral na Dunaju in v Padovi. Po diplomi leta 1735 se je vrnil na Dunaj, kjer je ostal do svoje smrti. 
V svojem delu Opera medico-physica (1762), ki obsega štiri razprave, je opisal teorijo o mikroorganizmih oz. kužnih klicah (animalcula minima ali animalcula insensibilia), ki povzročajo nalezljive (infekcijske) bolezni. Njegova temeljna zamisel je bila, da nalezljive bolezni povzročajo nevidne živi (mikrobi), in sicer vsako bolezen druga, določena vrsta. Teorijo je podprl s primerom goveje kuge. V drugi razpravi je opisoval črne koze, v tretji škrlatinko, v četrti pa potres leta 1755. Zadnja razprava je pomembna tudi zato, ker je povezal naravno katastrofo s pojavom nalezljivih bolezni.
Na osnovi svojih opažanj in raziskav je predlagal tudi uporabo zdravil, ki delujejo neposredno na mikrobe, med njimi antihelmintike (sredstva proti črevesnim zajedavcem) in antiseptike, in povečini vsebujejo spojine težkih kovin.
Po izdaji knjige je Plenčič dobil častni naslov profesorja na dunajski medicinski fakulteti. Dve leti pozneje mu je Marija Terezija podelila plemiški in leta 1770 še viteški naslov.  
Slovensko mikrobiološko društvo je leta 1996 imenovalo po Plenčiču odličja in priznanja, ki jih podeljujejo zaslužnim slovenskim mikrobiologom.